# Скшани (Мазовецьке воєводство)
Скшани (пол. Skrzany) — село в Польщі, у гміні Гостинін Ґостинінського повіту Мазовецького воєводства.
Населення — 191 особа (2011).
У 1975-1998 роках село належало до Плоцького воєводства.

## Демографія
Демографічна структура станом на 31 березня 2011 року:
|          | Загалом | Допрацездатний вік | Працездатний вік | Постпрацездатний вік |
| -------- | ------- | ------------------ | ---------------- | -------------------- |
| Чоловіки | 97      | 29                 | 60               | 8                    |
| Жінки    | 94      | 23                 | 52               | 19                   |
| Разом    | 191     | 52                 | 112              | 27                   |